# Люнебургская пустошь

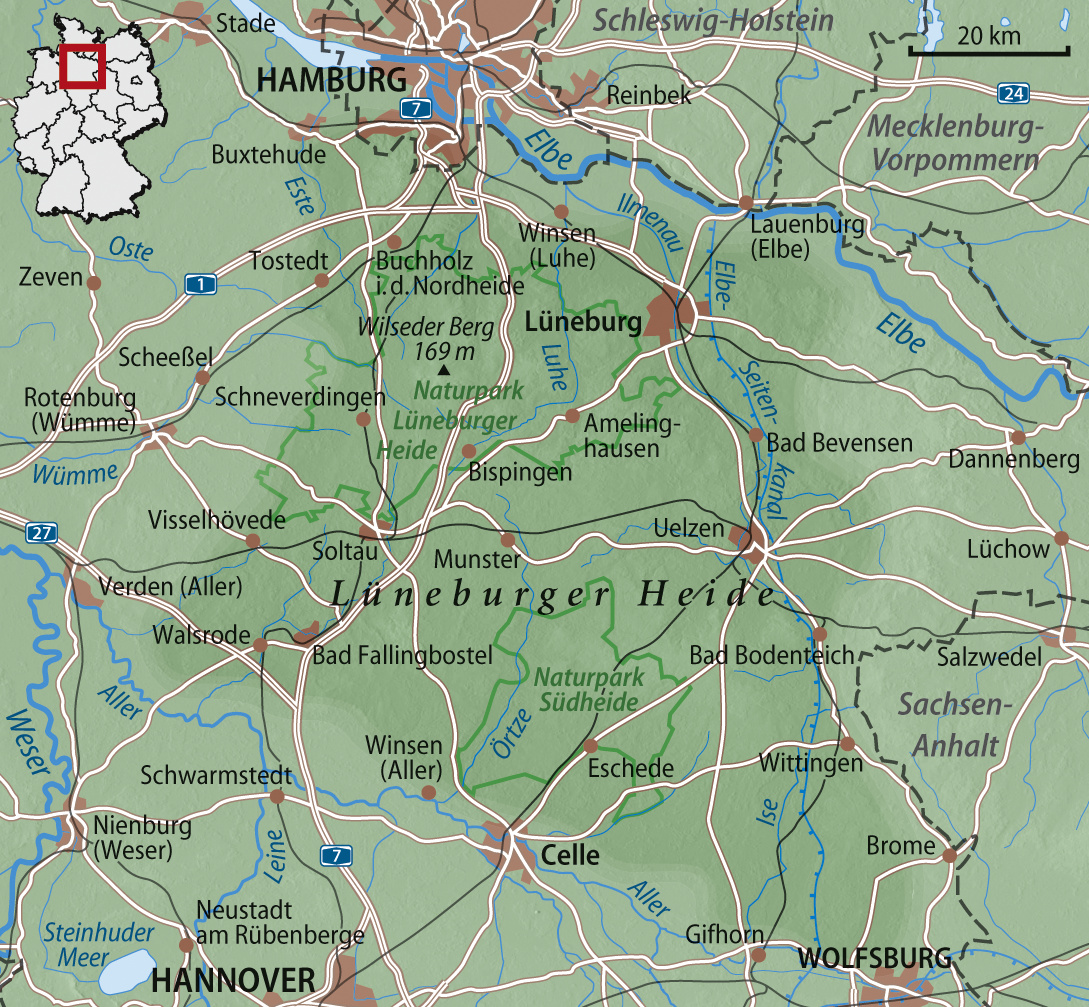
Люнебургская пустошь на карте

Лю́небургская пустошь (нем. Lüneburger Heide) — равнина на северо-западе Германии (Нижняя Саксония), близ города Люнебург, с хорошо сохранившимся природным ландшафтом.
C 1922 — одноимённый национальный парк. Растительность представлена вереском и можжевельником. В парке есть специально проложенные тропинки для велосипедной езды, конных и пеших прогулок.
Местным продуктом-специалитетом с защищённым географическим наименованием по происхождению считается люнебургский степной барашек (Lüneburger Heidschnucke g.U.).
В южной части равнины расположен природный парк Зюдхайде.
Имеет официальный номер D28.
Тут был захоронен Генрих Гиммлер